# ONCE
Pour les articles homonymes, voir Once.

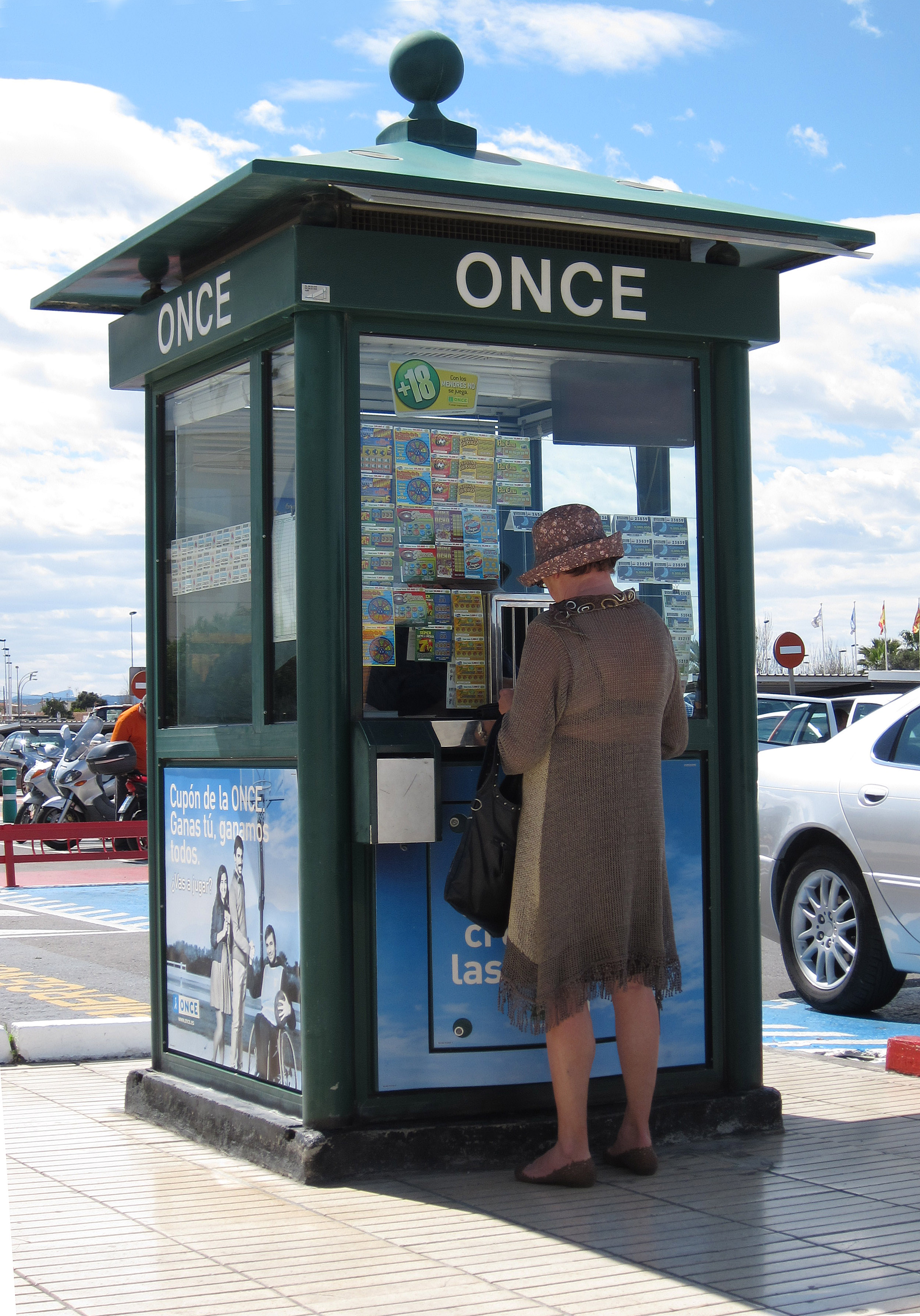
Kiosque où l'on vent des coupons de loterie de la ONCE.

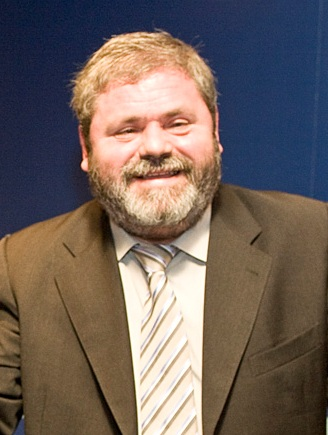
Miguel Durán, directeur général en 1986 de la ONCE.

La ONCE, acronyme de Organización Nacional de Ciegos Españoles (en français Organisation nationale des aveugles espagnols), est une institution à caractère social et démocratique sans but lucratif qui a pour but d'améliorer les conditions de vie des aveugles et déficients visuels en Espagne.
Cette organisation est très active : elle est connue pour ses kiosques qui permettent de participer à la loterie organisée par l'association et que l'on trouve dans la plupart des villes espagnoles, et pour avoir sponsorisé une équipe cycliste.

## Histoire de la ONCE
Les 13 décembre 1938, le gouvernement de la zone soulevée franquiste signe le décret fondateur de la ONCE, alors appelé ONC (Organisation nationale des aveugles), en fusionnant toutes les associations existantes qui s'occupaient des problèmes liés à la non voyance. De cette manière sont unifiées les différentes associations d'aveugles ou pour les aveugles préexistantes, parmi lesquelles le Sindicat de Cecs de Catalunya (Syndicat des aveugles de Catalogne), la Sociedad de Socorro y Defensa del Diego (Société de secours et de défense des aveugles) (fondé par Luis del Rosal Caro), le Centro Instructivo y Protector de Ciegos (Centre d'instruction et de protection des aveugles) de Grenade, l'association sévillane La Hispalense et le Patronato Nacional de Protección de Ciegos (Patronat national de protection des aveugles) créé en 1931.
L'unification des différentes associations d'aveugles existantes a permis d'obtenir la reconnaissance et la protection de l'État pour la vente du Cupón Pro-Ciegos (coupon pour les aveugles) (aujourd'hui connu comme le Cupón de la ONCE (coupon de la ONCE)), une loterie qui permet à l'entité de se financer, tout en donnant des emplois à un grand nombre de ses membres, et qui a connu une forte augmentation de son activité dans les années 1980.
L'année 1981 constitue un moment clé dans l'histoire de cette organisation, quand D. Felix Hernandez Delso, président national de la ONCE, et un groupe émergent de jeunes idéalistes, introduisent la démocratie dans l'institution. Le premier président élu démocratiquement est Antonio Vicente Mosquete qui  jusqu'à sa mort en 1987.
Depuis lors, le groupe Unidad Progresista (Unité progressiste) gagne les élections internes avec le soutien de plus de 90 % des affiliés. Miguel Durán Campos devient alors directeur général de la ONCE.

## Initiatives de soutien aux aveugles
La ONCE dispose aujourd'hui d'écoles primaires et secondaires. Un de ces centres se trouve à Séville (CRE Louis Braille). Ces centres offrent actuellement des cours pour les jeunes affiliés de l'organisation avec des appartements, des salles à manger et des chambres pour que les élèves qui viennent d'autres parties du pays puissent rester dans le centre d'enseignement. Au centre, dans la matinée, les élèves suivent leur classe comme dans n'importe quelle école ordinaire. L'après-midi les élèves effectuent des activités avec des moniteurs spécialisés. Ces moniteurs sont les « pères » des élèves dans le centre d'enseignement et c'est avec eux que les élèves effectuent nombre d'activités, ateliers de théâtre, football, musique et activités visant à renforcer leur autonomie. D'autres élèves suivent les activités du centre et résident en ville. Ces centres ont amélioré la vie de nombreux handicapées et ont guidé la vie professionnelle de nombreux élèves. Il est à souhaiter que cette situation continue.

## Hommage
En 2001 l'organisation reçoit la Creu de Sant Jordi, distinction décernée par la Generalitat de Catalogne.